# Robert Podoliński
Robert Podoliński (ur. 8 października 1975 w Siemiatyczach) – polski piłkarz, trener piłkarski i komentator sportowy.

## Kariera trenerska
Jest absolwentem Akademii Wychowania Fizycznego w Warszawie. Pracę jako trener piłkarski zaczynał w drużynach młodzieżowych Legii Warszawa. Następnie prowadził MKS Piaseczno, Koronę Góra Kalwaria, Mazura Karczew i Nidę Pińczów. 14 lipca 2009 został asystentem Artura Płatka w Cracovii. 21 grudnia 2009 został trenerem IV-ligowego Bugu Wyszków. 21 czerwca 2010 złożył rezygnację z pracy w Bugu i podpisał umowę ze Zniczem Pruszków. 5 stycznia 2011 odszedł z klubu. 6 kwietnia 2011 został nowym trenerem pierwszoligowego Dolcanu Ząbki. 
W czerwcu 2014 objął Cracovię. 19 kwietnia 2015 zwolniony z funkcji trenera klubu Cracovii. Od końca września 2015 trener Podbeskidzia Bielsko-Biała.
W kwietniu 2017 objął Radomiak Radom, zastępując zwolnionego z funkcji trenera Vernera Ličkę, zaś w czerwcu w tym samym roku odszedł z tego klubu.
W listopadzie 2020 został doradcą zarządu Zagłębia Sosnowiec ds. sportowych. Opuścił to stanowisko w czerwcu 2021.
Ponadto został współkomentatorem Telewizji Polskiej podczas wybranego środowego meczu Ligi Mistrzów UEFA, meczów eliminacyjnych do mistrzostw świata, europy i Ligi Narodów UEFA reprezentacji Polski czy podczas Mistrzostw Świata 2018 w Rosji, Mistrzostw Europy 2020, Mistrzostw Świata 2022 w Katarze, Mistrzostw Europy 2024 w Niemczech.